# Historia del SMS

## Introducción
La idea de añadir la mensajería de texto a los servicios de usuarios móviles era latente en muchas comunidades de servicios de comunicación móviles al principio de los años 1980. Los expertos de varias de aquellas comunidades contribuyeron en las discusiones sobre cuales deberían ser los servicios GSM. En un principio el SMS se pensó como una manera de avisar al usuario, por ejemplo, de llamadas perdidas o mensajes en el buzón de voz, sin embargo pocos creyeron que el SMS sería usado como el medio para enviar mensajes de texto de un usuario móvil a otro.
En febrero de 1985, después de ya haber hablado con el subgrupo GSM WP3, presidido por J.Audestad, el SMS fue considerado en su mayoría GSM, como un servicio posible para el nuevo sistema digital celular. En el documento "Services and Facilities to be provided in the GSM System". Tanto el móvil originado como el móvil terminado hicieron que los mensajes cortos aparecieran sobre la mesa de "GSM teleservices".

## Servicios iniciales
Las discusiones sobre los servicios GSM entonces fueron concluidas en la recomendación GSM 02.03 "TeleServices supported by a GSM PLMN". Aquí dieron una descripción rudimentaria de los tres servicios:
1. Móvil de mensaje corto Terminado (SMS-MT): la capacidad de una red para transmitir un Mensaje Corto a un teléfono móvil. El mensaje puede ser enviado por un teléfono o por una aplicación de software.
2. Móvil de mensaje corto Originado (SMS-MO): la capacidad de una red para transmitir un Mensaje Corto enviado por un teléfono móvil. El mensaje puede ser enviado a un teléfono o a una aplicación de software.
3. Difusión de Célula de mensaje corto.
Esto fue entregado a un nuevo cuerpo GSM llamado IDEG (the Implementation of Data and Telematic Services Experts Group), que tuvo su salida inicial en mayo de 1987 bajo la presidencia de Friedhelm Hillebrand. El estándar técnico conocido hoy día en gran parte fue creado por IDEG (más tarde WP4) como las dos recomendaciones GSM 03.40 (the two point-to-point services merged together) y GSM 03.41 (cell broadcast).

## Primer mensaje
El primer mensaje comercial SMS fue enviado por la red GSM de Vodafone el 3 de diciembre de 1992 en Estados Unidos a través de un ordenador y su texto fue  Merry_Christmas (Feliz Navidad). 
El crecimiento inicial era lento, con clientes en 1995 que rondan el promedio de sólo 0.4 mensajes por cliente GSM por mes. Un factor clave de la lentitud del SMS era que los operadores eran lentos para establecer el cobro de sistemas, sobre todo para suscriptores con pago por adelantado donde era difícil eliminar el fraude de facturación.
Con el tiempo, el fraude de facturación fue eliminado por la facturación de interruptor y así hacia el final de 2000, el número medio de mensajes por usuario alcanzó una cifra de 35 mensajes.
Comercialmente el SMS es una industria masiva que 2006 merece más de 80 mil millones de dólares a escala mundial. SMS tiene un precio medio global de 11 centavos y mantiene un margen de beneficio del 90 %.
- Datos: Q5900197